# Route nationale 6 (Slovénie)
Pour les articles homonymes, voir G6 et Route nationale 6.
La route nationale 6 (slovène : Glavna cesta 6), abrégée en G6 ou G1-6, est une route nationale slovène allant de Postojna à la frontière croate. Sa longueur est de 43,2 km.

## Histoire
Avant 1998, la route nationale 6 était numérotée M10.4,.

## Tracé
- Postojna
- Rakitnik (en)
- Matenja Vas (en)
- Prestranek (en)
- Selce (en)
- Petelinje (en)
- Pivka
- Ribnica (en)
- Dolnja Bitnja (en)
- Gornja Bitnja (en)
- Topolc (en)
- Ilirska Bistrica
- Koseze (en)
- Dolenje pri Jelšanah (en)
- Jelšane (en)
- Croatie A7